# Nimbus Roman No9 L
Nimbus Roman No9 L ist eine Serifen-Schriftart, die der Schriftart Times New Roman ähnlich ist. Sie wurde 1987 von URW Type Foundry erstellt und schließlich 1996 unter der GNU General Public License und der Aladdin Free Public License (als Typ-1-Schriftart für Ghostscript) freigegeben. Im Jahr 2009 erfolgte die Freigabe unter der LaTeX Project Public License. Die Schriftart verfügt über die Schriftschnitte Normal, Bold, Italic und Bold Italic und ist eine von mehreren von URW Type Foundry frei lizenzierten Schriften.
Die Metriken von Nimbus Roman Nr. 9 L sind fast identisch mit denen von Times und Times New Roman, obwohl sich die Zeichen beider Schriften unterscheiden. Die Schriftart ist einer der Ghostscript-Fonts und damit eine kostenlose Alternative zu den 35 PostScript-Basisschriften.
Nimbus Roman No9 L ist eine Standardschrift in vielen GNU/Linux-Distributionen. So verwendeten z. B. Ubuntu bis zu Version 8.10 und frühere OpenOffice.org-Versionen diese Schrift als Standard-Schriftart.